# La núvia del diable
La núvia del diable (títol original en anglès: The Devil Rides Out) és una pel·lícula britànica de Terence Fisher, estrenada el 1968. Ha estat doblada al català.

## Argument
Quan Simon no acudeix a la reunió anual amb els seus amics, el Duc de Richleau i Rex Van Ryn comencen a preocupar-se. Aviat descobreixen que ha ingressat en una secta satànica, el líder de la qual és el Duc Mocata, que utilitza innocents, a qui renten el cervell per mitjà d'hipnosi, i després sacrifiquen en honor del diable. Encara que Richleau està disposat a evitar que morin més innocents, la tasca a què haurà d'enfrontar-se no serà senzilla.

## Repartiment
- Christopher Lee: el duc de Richleau
- Charles Gray: Mocata
- Nike Arrighi: Tanith Carlisle
- Leon Greene: Rex Van Ryn
- Patrick Mower: Simon Aron
- Gwen Ffrangcon Davies: la comtessa
- Sarah Lawson: Marie Eaton
- Paul Eddington: Richard Eaton
- Rosalyn Landor: Peggy Eaton
- Russell Waters: Malin